# Dawid Krupa
Dawid Krupa (né le 12 juin 1980 à Rzeszów) est un coureur cycliste polonais.

## Équipes
- 2001 CCC Mat
- 2002 CCC-Polsat
- 2003 Legia
- 2004 Legia Bazyliszek-Sopro
- 2005 Mesetacaffe-MBK-Scout
- 2006 MBK-Cycles-Scout
- 2007 Dynatek

## Palmarès
- 1997
  - 6e du championnat du monde du contre-la-montre juniors
- 1999
  - 3e étape du Tour de Yougoslavie
  - 2e du championnat de Pologne sur route espoirs
- 2000
  - 3ea étape du Circuit des Ardennes
  - Paris-Mantes-en-Yvelines
- 2001
  - 3e du championnat de Pologne sur route espoirs
- 2004
  - 2e du Szlakiem Grodów Piastowskich
  - 2e du Grand Prix Palma
  - 2e du Tour de Slovaquie
  - 3e du championnat de Pologne du contre-la-montre
- 2005
  - 2e du Szlakiem Walk Majora Hubala
  - 3e du Tour de Chine
  - 3e du Tour d'Okinawa
- 2006
  - 3e étape du Tour de Grèce
  - 3e du Tour de Grèce
- 2007
  - 3e étape du Tour of Malopolska
  - 3e du Tour of Malopolska